# セント・アルドウィン伯爵
セント・アルドウィン伯爵（Earl St Aldwyn）は、連合王国貴族の伯爵位。1915年に保守党の政治家第9代準男爵マイケル・ヒックス・ビーチが叙されたのに始まる。爵位名はグロスターシャーのコルン・セント・アルドウィンに由来する。

## 歴史

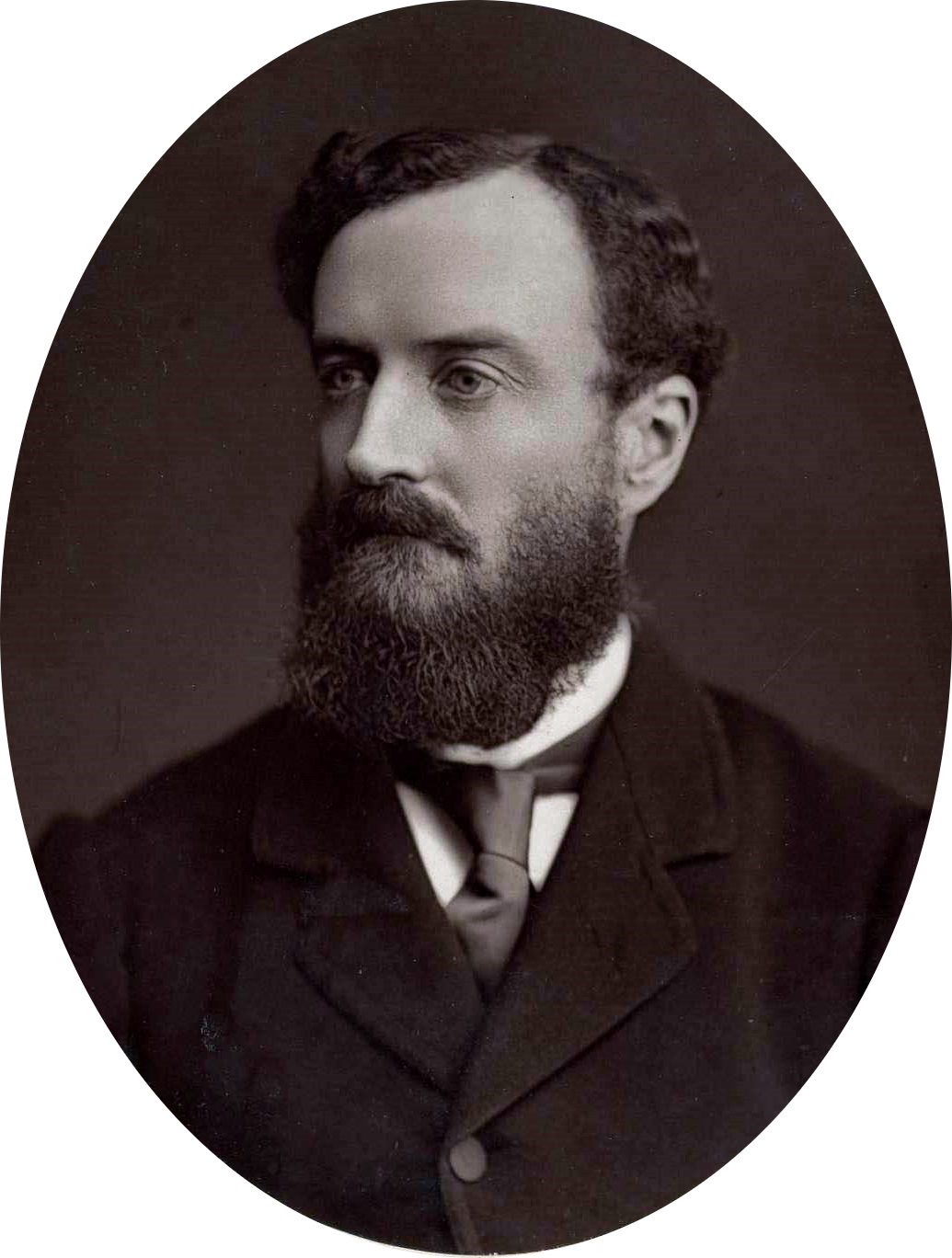
初代セント・アルドウィン伯爵マイケル・エドワード・ヒックス・ビーチ

イングランド女王エリザベス1世(1533-1603,在位1558-1603)の宰相初代バーリー男爵ウィリアム・セシル(1520-1598)の秘書だったマイケル・ヒックス(1543-1612)は、グロスターシャーのビーバーストンやエセックスのラックホルト(Ruckholt)の土地を購入し、1604年8月6日にイングランド王ジェームズ1世(1566-1625,在位1603-1625)によりナイトに叙された。
彼の息子であるウィリアム・ヒックス(1596–1680)は、1619年7月21日にイングランド準男爵位の(グロスター州におけるビーバーストン城の)準男爵(Baronet "of Beverston Castle in the County of Gloucester")に叙せられ、ピューリタン革命前に3度にわたって庶民院議員に選出された。
初代準男爵の死後、息子への継承が4代続いたが、4代準男爵ロバート・ヒックス(生年不詳-1768)には子供がなく、従兄弟にあたるジョン・バプティスト・ヒックス(生年不詳-1792)が5代準男爵を継承した。しかし彼にも子供はなかったため、彼の死後には初代準男爵に遡っての分流であるハウ・ヒックス(1722–1801)が6代準男爵を継承した。6代準男爵の死後はその息子ウィリアム・ヒックス(1754–1834)が7代準男爵を継承したが、彼にも男子がなかった。
一方6代準男爵の次男マイケル・ヒックス(1760-1830)は、妻の家名「ビーチ(Beach)」を加えて「ヒックス・ビーチ(Hicks-Beach)」に改姓し、コルン・セント・アルドウィンに近いウィリアムズトリップ・パーク(Williamstrip Park)で暮らしていた。このマイケルの孫にあたるマイケル・ヒックス・ヒックス・ビーチ(1809–1854)が7代準男爵の死後に8代準男爵を継承している。
その息子である9代準男爵マイケル・エドワード・ヒックス・ビーチ(1837–1916)は、ヴィクトリア朝の保守党政権で閣僚職を歴任し、1906年1月6日に連合王国貴族爵位グロスター州におけるコルン・セント・アルドウィンのセント・アルドウィン子爵(Viscount Saint Aldwyn, of Coln St Aldwyn in the County of Gloucester)に叙され、ついで1915年2月22日に連合王国貴族爵位グロスター州におけるコルン・セント・アルドウィンのセント・アルドウィン伯爵(Earl Saint Aldwyn, of Coln St Aldwyn in the County of Gloucester)とグロスター州におけるケニントンのケニントン子爵(Viscount Quenington, of Quenington in the County of Gloucester)に叙せられた
彼の息子であるケニントン子爵(儀礼称号)マイケル・ヒュー・ヒックス・ビーチ(1877-1916)は、第一次世界大戦でエジプトで戦死したため、初代伯の死後にはケニントン子爵の遺児(つまり初代伯の孫)であるマイケル・ジョン・ヒックス・ビーチ(1912-1992)が爵位を継承した。
2017年現在の当主はその息子である3代伯爵マイケル・ヘンリー・ヒックス・ビーチ(1950-)である。

## 現当主の保有爵位/準男爵位
現当主マイケル・ヘンリー・ヒックス・ビーチは以下の爵位を保有している。
- グロスター州におけるコルン・セント・アルドウィンの第3代セント・アルドウィン伯爵 (3rd Earl Saint Aldwyn, of Coln St Aldwyn in the County of Gloucester)
(1915年2月22日の勅許状による連合王国貴族爵位)
- グロスター州におけるコルン・セント・アルドウィンの第3代セント・アルドウィン子爵 (3rd Viscount Saint Aldwyn, of Coln St Aldwyn in the County of Gloucester)
(1906年1月6日の勅許状による連合王国貴族爵位)
- グロスター州におけるケニントンの第3代ケニントン子爵 (3rd Viscount Quenington, of Quenington in the County of Gloucester)
(1915年2月22日の勅許状による連合王国貴族爵位)
- (グロスター州におけるビーバーストン城の)第11代準男爵 (11th Baronet "of Beverston Castle in the County of Gloucester")
(1619年7月21日の勅許状によるイングランド貴族準男爵位)

## 歴代当主

### (ビバーストンの)準男爵(1619年)
- 初代準男爵サー・ウィリアム・ヒックス（英語版） (William Hicks, 1596–1680)
- 2代準男爵サー・ウィリアム・ヒックス (William Hicks, 1629–1703) - 先代の息子
- 3代準男爵サー・ヘンリー・ヒックス (Henry Hicks, 3rd Baronet, 1666–1755) - 先代の息子
- 4代準男爵サー・ロバート・ヒックス (Robert Hicks, 生年不詳-1768) - 先代の息子
- 5代準男爵サー・ジョン・バプティスト・ヒックス (John Baptist Hicks, 生年不詳-1792) - 先代の従兄弟(2代準男爵に遡っての分流)
- 6代準男爵サー・ハウ・ヒックス (Howe Hicks, 1722–1801) - 先代のはとこ(初代準男爵に遡っての分流)
- 7代準男爵サー・ウィリアム・ヒックス (William Hicks, 1754–1834) - 先代の息子
- 8代準男爵サー・マイケル・ヒックス・ヒックス・ビーチ（英語版） (Michael Hicks Hicks Beach, 1809–1854) - 先代の弟の孫
- 9代準男爵サー・マイケル・エドワード・ヒックス・ビーチ (Michael Edward Hicks Beach, 1837–1916) - 先代の息子。1906年にセント・アルドウィン子爵、1915年にセント・アルドウィン伯爵

### セント・アルドウィン伯 (1915年)
- 初代セント・アルドウィン伯マイケル・エドワード・ヒックス・ビーチ (Michael Edward Hicks Beach, 1837–1916)
- 2代セント・アルドウィン伯マイケル・ジョン・ヒックス・ビーチ（英語版） (Michael John Hicks Beach, 1912–1992) - 先代の孫
- 3代セント・アルドウィン伯マイケル・ヘンリー・ヒックス・ビーチ (Michael Henry Hicks Beach, 1950-) - 先代の息子
  - 推定相続人は現当主の弟デイヴィッド・シーモア・ヒックス・ビーチ(David Seymour Hicks Beach, 1955-)
    - その法定推定相続人はその長男のピーター・エティエン・ヒックス・ビーチ(Peter Etienne Hicks Beach, 1998-)